# Alpheus bidens
Alpheus bidens is een garnalensoort uit de familie van de Alpheidae. De wetenschappelijke naam van de soort is voor het eerst geldig gepubliceerd in 1811 door Olivier.